# Dieter Geißler (Schauspieler)
Dieter Geißler, auch Dieter Geissler (* 18. Januar 1939 in Beuthen), ist ein deutscher Schauspieler und Filmproduzent.

## Leben
Geißler erhielt eine Schauspielausbildung bei Ellen Mahlke. Nach ersten Bühnenerfahrungen und Auftritten in Fernsehserien begann er auch als Produktions- und Regieassistent zu arbeiten. 1965 gab er im englischen Fernsehen Deutschunterricht.
Von Klaus Lemke erhielt er 1967 die Hauptrolle in dessen erstem abendfüllenden Spielfilm 48 Stunden bis Acapulco. Geißler verkörperte hier den abenteuerhungrigen Aussteiger Frank Murnau. Danach trat er in der amerikanischen Serie Der Mann, den es nicht gibt auf, bevor er sich der Filmproduktion zuwandte.
Seine Produzentsfirma Dieter Geissler Film GmbH arbeitete in den siebziger Jahren bevorzugt mit italienischen Partnern zusammen. Sein größter Erfolg wurde 1982 Die flambierte Frau, womit er Gudrun Landgrebe zum Durchbruch verhalf. Für seine Beteiligung an der Romanadaption Die unendliche Geschichte erhielt er 1985 zusammen mit Bernd Eichinger und Günter Rohrbach den Bayerischen Filmpreis. Im Sommer 1990 gründete er auf dem ehemaligen DEFA-Gelände in Babelsberg die CineMagic Animation Studio GmbH & Co. Digital Effects KG, ein Spezialeffekt-Zentrum; die Firma besteht nicht mehr.

## Filmografie
- 1966: Hexen von heute (Le streghe, nur Schauspieler)
- 1967: 48 Stunden bis Acapulco (nur Schauspieler)
- 1967: Geheimauftrag K (Assignment K, nur Schauspieler)
- 1968: Besessen – Das Loch in der Wand (auch Schauspieler)
- 1970: Wunderland der Liebe – der große deutsche Sexreport (auch Regie)
- 1970: Das Pornohaus von Amsterdam
- 1971: Astrologie und Sexualität
- 1971: Malastrana
- 1971: Das Syndikat (auch Co-Drehbuch)
- 1971: Baron Blood (Gli orrori del castellodi Norimberga)
- 1972: Was? (Che?)
- 1973: Ludwig II. (Ludwig)
- 1972: Ohne Warnung (Sans sommation)
- 1973: Les Humphries – Es knallt und die Engel singen
- 1976: Zwei Supertypen räumen auf (I padroni della città)
- 1978: Neapolitanische Geschwister
- 1978: Disco-Fieber
- 1979: Egon Schiele – Exzesse
- 1980: Car-napping – bestellt – geklaut – geliefert
- 1981: Sei zärtlich, Pinguin
- 1982: Die flambierte Frau
- 1983: Abwärts
- 1984: Die unendliche Geschichte
- 1986: Für immer Lulu
- 1990: Die unendliche Geschichte II – Auf der Suche nach Phantásien
- 1991: Knight Moves – Ein mörderisches Spiel
- 1992: Die Tigerin
- 1992: Im Bann des Zweifels
- 1993: Die unendliche Geschichte III – Rettung aus Phantásien
- 1997: Tarzan und die verlorene Stadt